# Tremateia halophila
Tremateia halophila är en svampart som beskrevs av Kohlm., Volkm.-Kohlm. & O.E. Erikss. 1995. Tremateia halophila ingår i släktet Tremateia och familjen Pleosporaceae.   Inga underarter finns listade i Catalogue of Life.